# Primera B de Chile 1996
Primera B de Chile 1996 var den näst högsta serien i fotboll i Chile för säsongen 1996 och den första som hette "Primera B" (de tidigare har hetat Segunda División). Serien bestod av 16 lag och alla lag spelade två matcher mot varje lag, vilket innebar totalt 30 omgångar. Efter att de 30 matcherna spelats färdigt flyttades de två främsta upp och lagen på plats tre och fyra gick till uppflyttningskval. 

## Tabell
Cobresal fick tre poängs avdrag för att ha använt en otillåten spelare i en match. Deportes La Serena och Deportes Puerto Montt flyttades upp som etta respektive tvåa i serien medan Cobresal och Deportes Iquique gick till uppflyttningskval mot lag i Primera División.
|  |     | Lag                   | Poäng | M  | V  | O  | F  | GM | IM | MSK |
|  | --- | --------------------- | ----- | -- | -- | -- | -- | -- | -- | --- |
|  | 1.  | Deportes La Serena    | 62    | 30 | 19 | 5  | 6  | 55 | 36 | 19  |
|  | 2.  | Deportes Puerto Montt | 55    | 30 | 16 | 7  | 7  | 51 | 43 | 8   |
|  | 3.  | Cobresal              | 52    | 30 | 16 | 7  | 7  | 76 | 43 | 33  |
|  | 4.  | Deportes Iquique      | 49    | 30 | 14 | 7  | 9  | 49 | 37 | 12  |
|  | 5.  | Rangers               | 46    | 30 | 13 | 7  | 10 | 61 | 45 | 16  |
|  | 6.  | Fernández Vial        | 44    | 30 | 13 | 5  | 12 | 50 | 50 | 0   |
|  | 7.  | Everton               | 43    | 30 | 12 | 7  | 11 | 55 | 34 | 21  |
|  | 8.  | Deportes Melipilla    | 41    | 30 | 11 | 8  | 11 | 38 | 43 | -5  |
|  | 9.  | Ñublense              | 41    | 30 | 12 | 5  | 13 | 40 | 47 | -7  |
|  | 10. | Magallanes            | 40    | 30 | 11 | 7  | 12 | 50 | 58 | -8  |
|  | 11. | Unión Santa Cruz      | 36    | 30 | 10 | 6  | 14 | 27 | 49 | -22 |
|  | 12. | Deportes Linares      | 34    | 30 | 8  | 10 | 12 | 42 | 55 | -13 |
|  | 13. | Unión San Felipe      | 31    | 30 | 8  | 7  | 15 | 37 | 56 | -19 |
|  | 14. | Deportes Arica        | 30    | 30 | 7  | 9  | 14 | 43 | 57 | -14 |
|  | 15. | Deportes Ovalle       | 29    | 30 | 6  | 11 | 13 | 35 | 47 | -12 |
|  | 16. | Colchagua             | 27    | 30 | 7  | 6  | 17 | 40 | 49 | -9  |